# Engelbrektsholmen

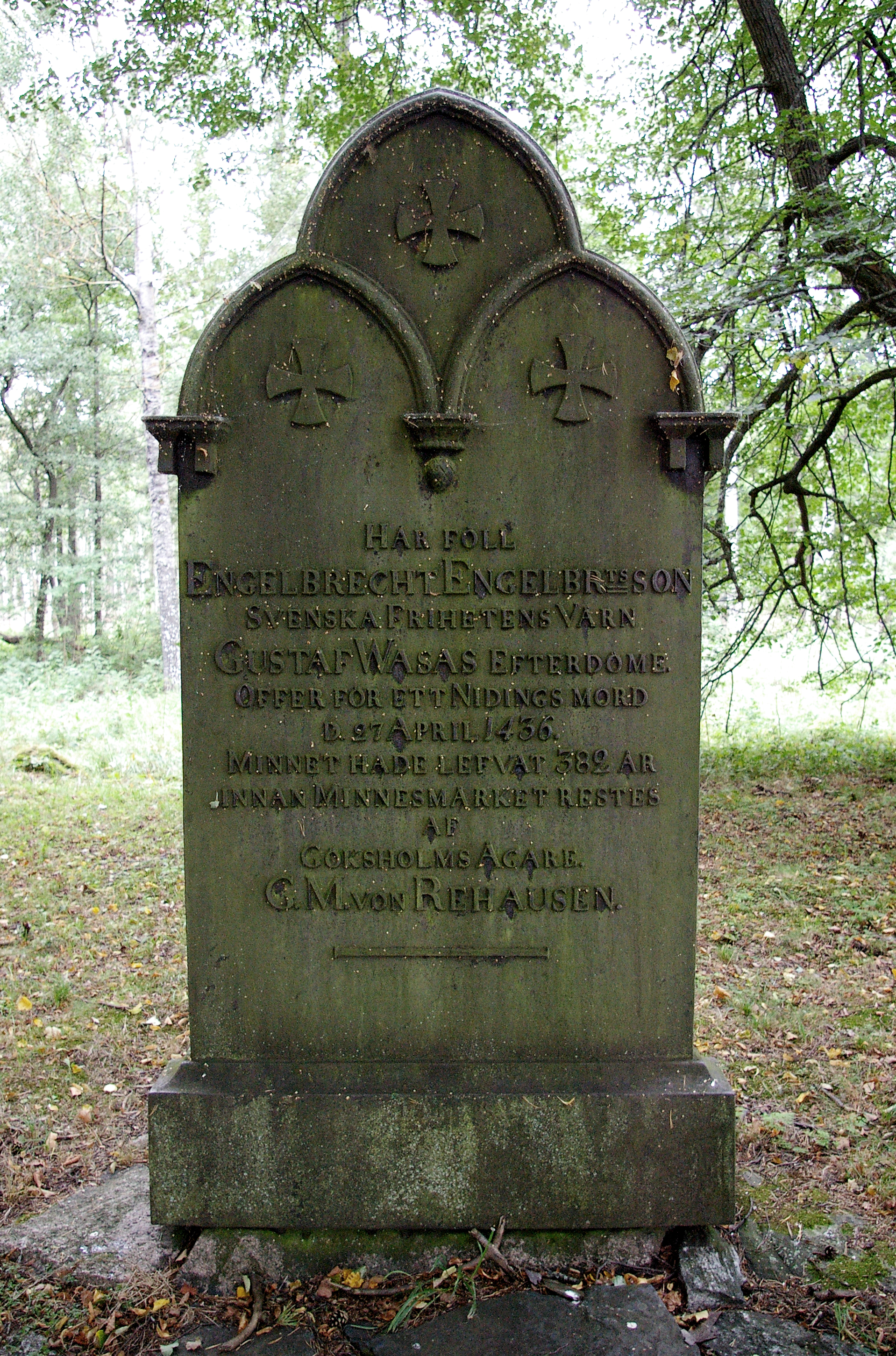
Minnesmärket på mordplatsen.

Engelbrektsholmen är en tidigare holme, cirka 2 km nordost om Göksholm i Stora Mellösa socken, Örebro kommun, Närke. Engelbrektsholmen har genom sjösänkningar blivit ett näs som sticker ut i Hjälmaren från Göksholmslandet.

## Mordet på Engelbrekt
Holmen är känd på grund av att Engelbrekt Engelbrektsson mördades här den 27 april eller den 4 maj 1436 av  Måns Bengtsson (Natt och Dag).  Förr betraktades det tidigare datumet som det rätta, men för det senare datumet har senare tids (1900-talet) framstående medeltidsforskare, till exempel Gottfrid Carlsson och Lars-Olof Larsson tagit ställning, vilket gjort att detta datum idag är allmänt accepterat.
År 1818 restes här en minnessten av ägaren till Göksholms slott, Gotthard Mauritz von Rehausen. Det finns i bygdeskrifter från 1800-talet information om att det i äldre tider funnits ett järnkors på holmen. På en ännu äldre karta, från cirka år 1680, finns också ett kryss markerat på holmen, vilket även det tyder på att det verkligen funnits någon form av minnesmärke på holmen redan tidigare.
På 1940-talet ifrågasatte hembygdsforskaren kapten John Nerén om det verkligen var på denna holme som mordet skedde. Andra historiker, såsom Bertil Waldén, påtalade då att holmen redan på 1600-talet på kartor namngavs just som Engelbrektsholmen. Detta faktum tyder på att det faktiskt också var på holmen mordet skedde, då holmar av den storleken ofta inte ens har ett namn. 
De få källorna som finns från den aktuella tiden ger inget exakt svar.

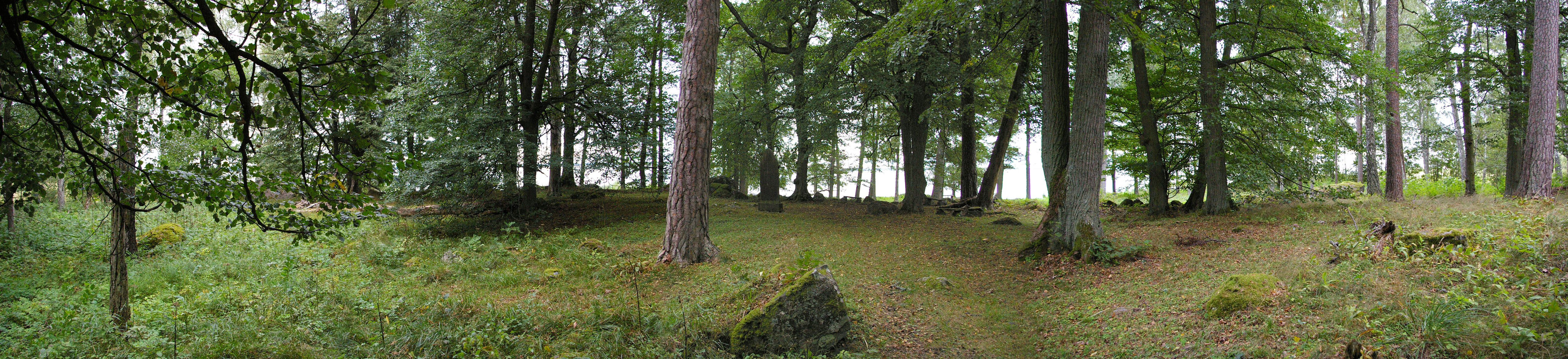
Holmen där Engelbrekt ska ha mördats 1436. I bildens mitt ses minnesmärket.

## Minnesmärke
Minnesmärket av gjutgjärn, som restes år 1818, bär denna text:
```
Här föll Engelbrecht Engelbr
ts
son
     Svenska Frihetens Värn
     Gustaf Wasas Efterdöme.
   Offer för ett Nidings mord
        D. 27 April 1436.
    Minnet hade lefvat 382 år
    innan Minnesmärket restes
               af
         Göksholms Ägare
       G.M. von Rehausen.
```